# Babiana foliosa
Babiana foliosa är en irisväxtart som beskrevs av Gwendoline Joyce Lewis. Babiana foliosa ingår i släktet Babiana och familjen irisväxter. Inga underarter finns listade i Catalogue of Life.